# Ecorregión bosque valdiviano

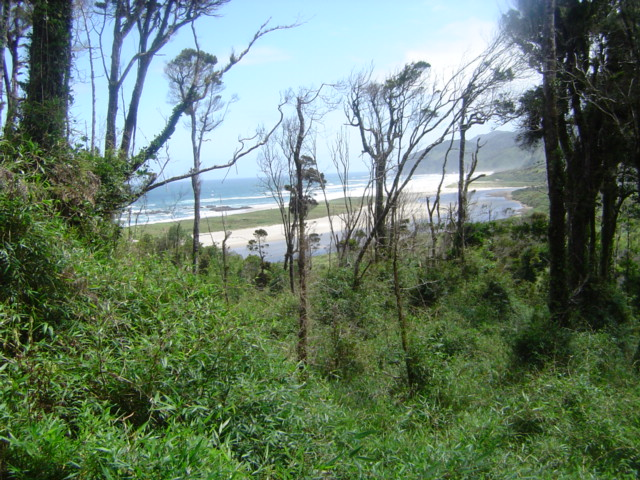
Bosque costero de olivillo en el oeste de Chiloé, Chile.

El bosque valdiviano, también llamado selva valdiviana, o bosque andino patagónico es una ecorregión del centro-sur de Chile y Patagonia argentina. Se caracteriza por tener bosques siempre verdes de múltiples estratos, en un clima templado-lluvioso u oceánico. Se trata del único bosque templado lluvioso y bosque templado caducifolio de América del Sur;  corresponde al Distrito fitogeográfico subantártico valdiviano.
En el ámbito académico, se prefiere usar las denominaciones bosque templado de tipo valdiviano, bosque templado lluvioso valdiviano o bosque laurifolio valdiviano y dejar de lado el apelativo de selva, que ha adquirido un sentido restringido al ámbito tropical. No obstante, esta última denominación sigue siendo referida coloquialmente y en el sector turístico.

## Características
El bosque templado valdiviano abarca una superficie de unos 300.000-400.000 km² entre el paralelo 37° S y el 48° S, si bien no existe acuerdo sobre sus límites, pues — aunque la mayoría de los autores coincide en incluir en primer lugar las formaciones arbóreas con predominio de angiospermas siempreverdes de hojas anchas y brillantes (laurifolias) — se producen divergencias por la inclusión o no de bosques caducifolios de clima mediterráneo y de bosques de coníferas.
Debido a su aislamiento — flanqueado por el matorral chileno , la cordillera de los Andes al este y el océano Pacífico en el oeste y sur —, la selva valdiviana se considera una isla biogeográfica. Por este motivo, presenta un elevado porcentaje de especies endémicas, y se considera uno de los 34 puntos más biodiversos del planeta. La fisonomía del paisaje es la de un bosque muy denso y oscuro que presenta una estratificación donde es posible reconocer de cuatro a cinco doseles.

## Flora

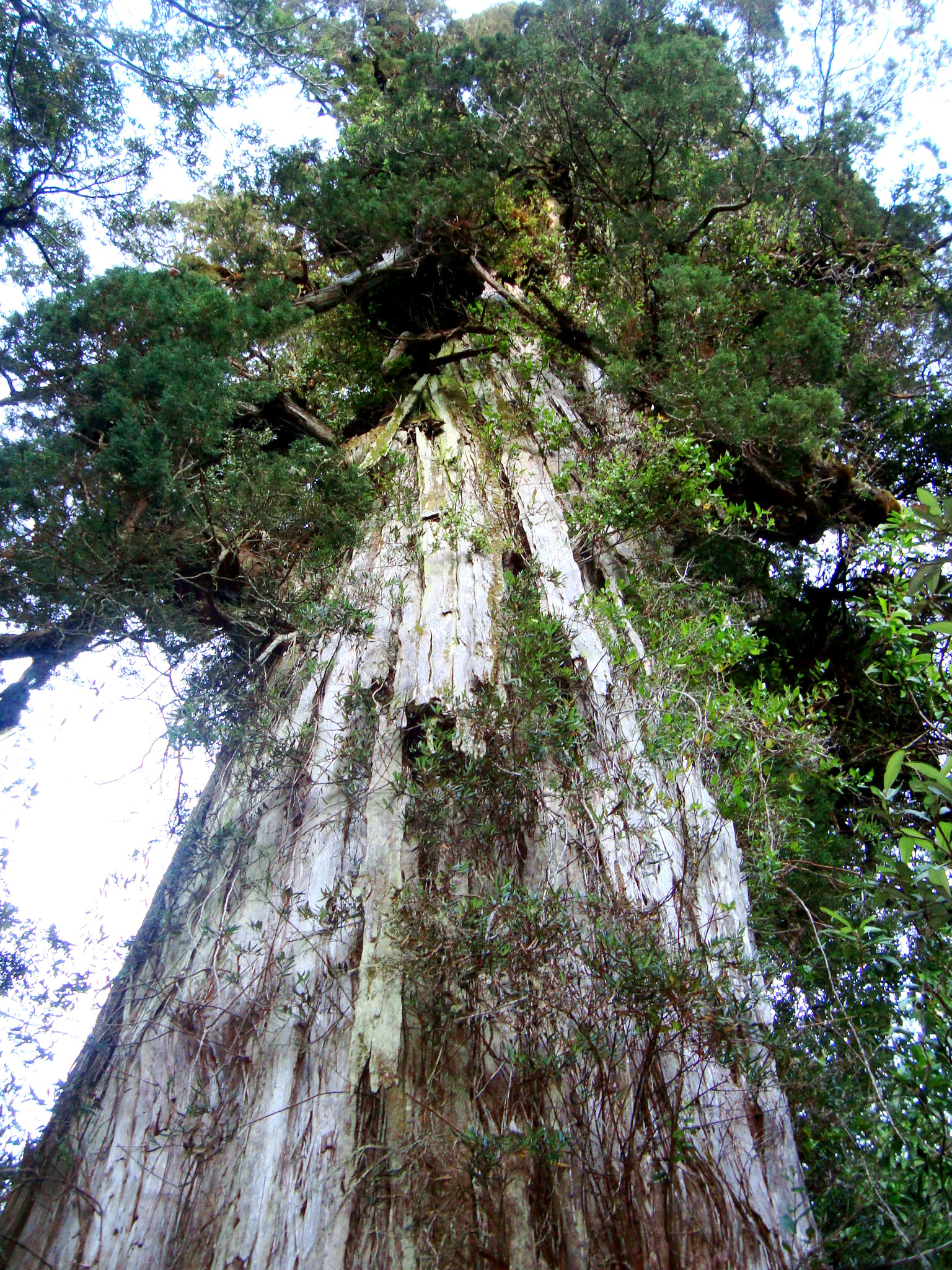
Alerce en reserva costera valdiviana, Chile.

Respecto a la flora de Chile presente en esta ecorregión, la elevada pluviometría en esta ecorregión favorece la formación de bosques primarios densos. Debido a esto, comúnmente se le denomina selva. 
Biogeográficamente, estos bosques comparten similitudes florísticas con otros bosques templados del hemisferio sur localizados en Australia y Nueva Zelanda. Sin embargo, cerca de la mitad de las 4000 plantas vasculares presentes en la ecorregión valdiviana, son endémicas y no se hallan en ninguna otra región del planeta. En ciertos sectores se pueden encontrar ejemplares gigantescos de una de las especies arbóreas más longevas del planeta, el alerce (Fitzroya cupressoides).
Flora típica del bosque valdiviano:
- Arrayán (Luma apiculata)
- Avellano (Gevuina avellana)
- Coigüe o Coihue (Nothofagus dombeyi)
- Colihue (Chusquea culeou)
- Copihue (Lapageria rosea), la flor nacional de Chile
- Luma (Amomyrtus luma)
- Murta (Ugni molinae)
- Notro (Embothrium coccineum)
- Quila (Chusquea quila)
- Tineo (Weinmannia trichosperma)

### Asociaciones comunes
Para esta formación se describen diez asociaciones características:
- Coihue-Raulí-Tepa (Nothofagus dombeyi-Nathofagus alpina-Laurelia philippiana): Es una asociación forestal que ocurre entre las latitudes 37 y 40.5 ºS en la vertiente occidental de la Cordillera de los Andes y entre 38 a 40.5 ºS por la cordillera de la Costa.[5]
- Arrayán-Tepa (Luma apiculata-Laurelia philippiana): Comunidad de arbustos altos y renovables arbóreos; se encuentran de preferencia en sectores húmedos o en lugares donde el dosel superior del bosque ha sido intervenido.
- Petra-Arrayán (Myrceugenia exsucca-Luma apiculata): Comunidad arbórea baja, con matorrales densos, se encuentra en sectores húmedos donde el bosque ha sido explotado.
- Chaura-Murta (Pernettya myrtilloides-Ugni molinae): Comunidad arbustiva, baja, que ocupa sustratos rocosos, a menudo de origen volcánico.
- Chilco-Maqui (Fucsia magellanica-Aristotelia chilensis): Conjunto arbustivo denso, hidrófilo, ampliamente distribuido en las quebradas y claros del bosque.
- Ulmo-Tineo (Eucryphia cordifolia-Weinmannia trichosperma): Comunidad muy frecuente, especialmente en las laderas; en ocasiones el dosel superior alcanza un gran desarrollo, con árboles de más de 40 m de altura.
- Olivillo-Ulmo (Aextoxicon punctatum-Eucryphia cordifolia): Se distribuye de preferencia en los sectores de menor altitud; es muy frecuente en el área norte de la formación, donde ha sido muy intervenida.
- Lingue-Ulmo (Persea lingue-Eucryphia cordifolia): Comunidad de presencia escasa en el territorio de la formación.
- Junquillo-Quira (Juncus bufonius-Juncus planifolius): Comunidad pratense, hidrófila, frecuente en sectores pantanosos.
- Junquillo-Lotera (Juncos procerus-Lotus corniculatus): Comunidad pratense, hidrófila, frecuente en áreas bajas pantanosas de las praderas artificiales.

## Fauna

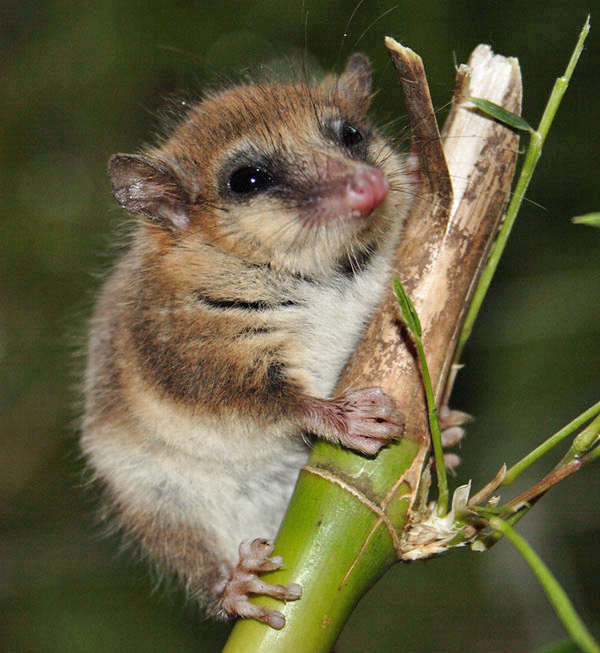
Monito de monte

Animales que habitan en la eco-región del bosque valdiviano:
Mamíferos
- Chingue o zorrino
- Huemul
- Güiña o gato colorado
- Monito del monte
- Murciélago orejas de ratón del sur
- Pudú
- Puma
- Comadrejita trompuda o ratón runcho trompudo

Aves
- Bandurria
- Traro o carancho
- Caiquén o cauquén
- Cisne de cuello negro
- Chucao
- Loro choroy
- Tiuque o chimango
- Treile, queltehue o tero austral

Reptiles
- Lagartija tenue o esbelta
- Lagartija valdiviana
- Lagartija pintada o de vientre anaranjado

Anfibios
- Rana chilena
- Ranita de Darwin
- Sapito de tres rayas
- Rana esmeralda
- Sapo de Mehuín
- Sapo de manchas rojas

## Hongos
El ambiente húmedo y con un sotobosque oscuro permite el desarrollo de gran cantidad de hongos. Entre ellos se cuentan:
- Changle o Coral
- Chicharrón de monte
- Dedos de muerto
- Digüeñe
- Fósforo del suelo
- Gargal
- Hongo de la caña
- Llao Llao
- Oreja de palo
- Pique
- Roya del calafate
- Cortinarius magellanicus
- Bondarzewia guaitecasensis

## Conservación

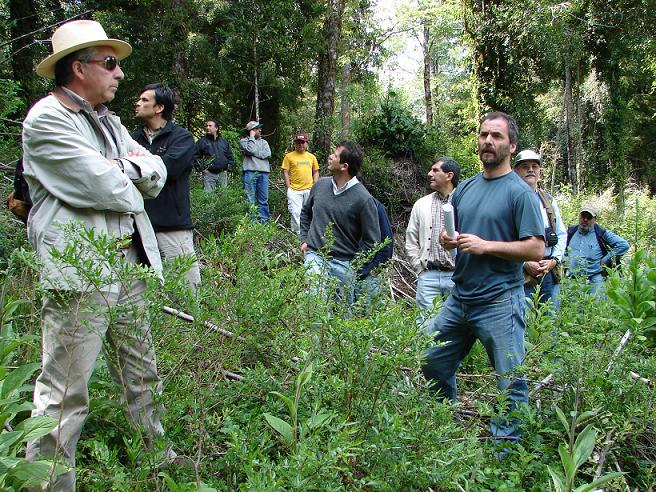
Mantenimiento de ecosistemas

De los 397 142 km² que abarca la ecorregión, solo 119 143 km² mantienen su cubierta vegetal. Los principales problemas ambientales que enfrenta la ecorregión valdiviana se relacionan con la transición de bosque nativo hacia plantaciones exóticas, el desarrollo de proyectos hidroeléctricos y la desigual distribución de reservas nacionales. Se ha planteado que más del 90 % del área protegida en la ecorregión se concentra en lugares fuera de las áreas prioritarias, generalmente, en zonas elevadas de la cordillera de los Andes, mientras que las áreas de mayor diversidad de tipos florísticos, máxima concentración de riqueza de especies vegetales leñosas, mamíferos, anfibios y peces de agua dulce permanecen fuera del sistema de áreas protegidas del estado.

## Parques nacionales y lugares protegidos con bosque valdiviano
En Chile

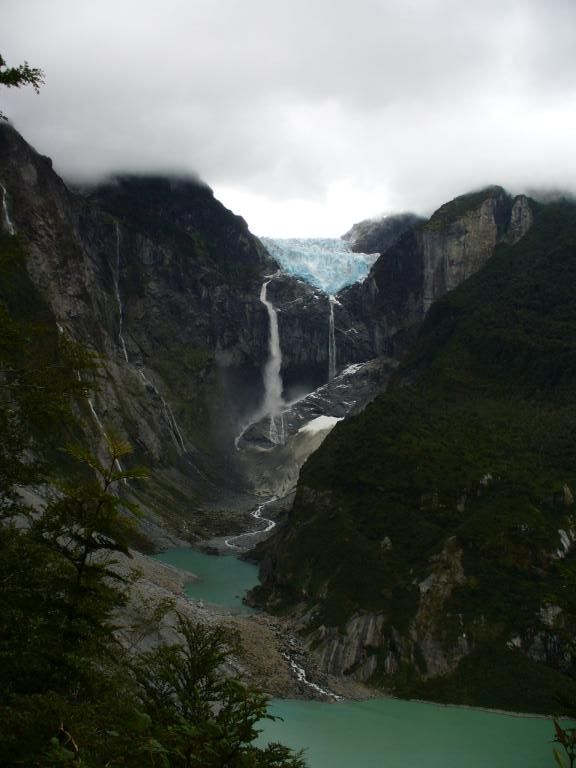
Parque nacional Queulat, Región de Aysén, Chile.

- Área Costera Protegida Punta Curiñanco
- Monumento Natural Cerro Ñielol
- Monumento Natural Alerce Costero
- Monumento Natural Contulmo
- Parque nacional Alerce Andino
- Parque nacional Alerce Costero
- Parque nacional Conguillío
- Parque nacional Chiloé
- Parque nacional Hornopirén
- Parque nacional Huerquehue
- Parque nacional Isla Guamblin
- Parque nacional Isla Magdalena
- Parque nacional Laguna San Rafael
- Parque nacional Nahuelbuta
- Reserva nacional Isla Mocha
- Parque nacional Puyehue
- Parque nacional Queulat
- Parque nacional Radal Siete Tazas
- Parque nacional Vicente Pérez Rosales
- Parque nacional Villarrica
- Parque Oncol
- Parque Katalapi
- Parque de insectos Ishiku Lemu
- Parque Tantauco
- Parque Tepuhueico
- Red de Parques Comunitarios Mapu Lahual, asociada al área marítima y costera protegida Lafken Mapu Lahual.
- Reserva Costera Valdiviana
- Reserva biológica Huilo Huilo
- Reserva nacional Valdivia
- Reserva nacional Nonguén
- Reserva nacional Llanquihue
- Santuario de la Naturaleza Carlos Anwandter

Bosques relictos chilenos
- Parque nacional Bosque Fray Jorge
- Bosque Las Petras de Quintero
- Bosque Cerro Curauma Quintay[8]

En la Argentina
- Parque nacional Lanín
- Parque nacional Nahuel Huapi, especialmente en el distrito Puerto Blest.
- Parque nacional Lago Puelo
- Parque nacional Los Alerces
- Parque Provincial Azul (Río Negro)[9]
- reservas provinciales de la provincia del Chubut